# シクロオクタデカン
| シクロオクタデカン | シクロオクタデカン |
| ------------------ | ------------------ |
| (CH2)18            |                    |
| IUPAC名            | シクロオクタデカン |
| 分子式             | C18H36             |
| 分子量             | 252.4784           |
| CAS登録番号        | 296-18-4           |

シクロオクタデカン (Cyclooctadecane) とは、シクロアルカンの1種。炭素原子が18個分岐することなく環状に連なっていて、CH2という構造が18回繰り返された構造をしている。分子式はC18H36。分子量は252.4784。